# Diecezja Lugano
Diecezja Lugano – diecezja Kościoła rzymskokatolickiego w południowej Szwajcarii, obejmująca włoskojęzyczny kanton Ticino. Jak wszystkie szwajcarskie diecezje, podlega bezpośrednio Stolicy Apostolskiej. Powstała 8 marca 1971, po podziale istniejącej wcześniej diecezji Bazylei i Lugano.

Diecezja na mapie administracyjnej Kościoła szwajcarskiego